# Lederstraße

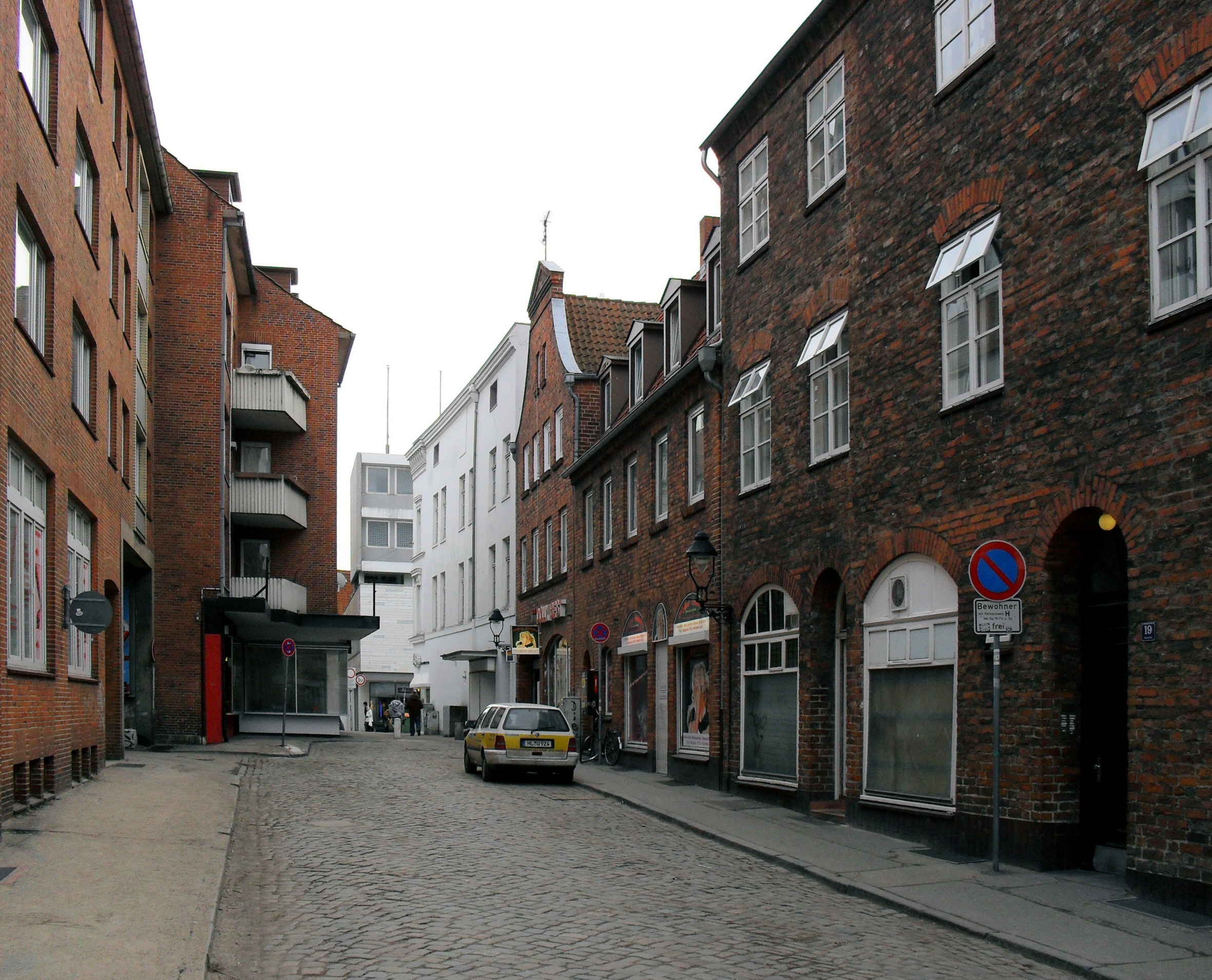
Die Lederstraße

Die Lage der Lederstraße (rot markiert)

Die Lederstraße ist eine Straße in der Lübecker Altstadt.

## Lage
Die etwa 60 Meter lange Lederstraße befindet sich im Marien Quartier am westlichen Rand der Altstadtinsel und verläuft in Nord-Süd-Richtung. Sie verbindet die Braunstraße, wo sie gegenüber der Einmündung der Einhäuschen Querstraße beginnt, mit der Holstenstraße. Im südlichen Teil zur Holstenstraße ist sie Fußgängerzone, der andere Teil dient als Zufahrt zum Blockbinnenhof des Posthofes.

## Geschichte
Die Lederstraße wird 1362 als Ledderstrate erstmals urkundlich erwähnt. 1444 ist sie als Lederstrate verzeichnet. Der heutige Name wurde 1852 amtlich festgelegt.
Der Name leitet sich vermutlich davon ab, dass in dieser Straße die Schuster, deren Verkaufsbuden sich am nahegelegenen Westrand des Marktes befanden, ansässig waren und ihre Werkstätten betrieben.
Die historische Bebauung wurde beim Luftangriff auf Lübeck am 29. März 1942 zerstört; heute ist die Lederstraße beidseitig von schlichten Zweckbauten der Nachkriegszeit gesäumt, sieht man von der Seitenmauer des 1768 errichteten Eckhauses Braunstraße 19 ab.